# محصن آل سعيد (الزاهر)

تعديل مصدري - تعديل

محصن آل سعيد هي إحدى قرى عزلة الزاهر بمديرية الزاهر التابعة لمحافظة البيضاء، بلغ تعداد سكانها 96 نسمة حسب تعداد اليمن لعام 2004.